# Розповідь Зої
Розповідь Зої (англ. Zoe's Tale) — науково-фантастичний роман американського письменника Джона Скалці. Це четверта книга з серії «Війна старого» (англ. Old Man's War series).

## Сюжет
«Розповідь Зої» є паралельною версією третього роману Скалці «Остання колонія» (англ. The Last Colony), написаною від першої особи з погляду Зої Бутін Перрі. Книга розкриває кілька сюжетних ліній, які були недостатньо висвітлені в оригінальному романі.
Зої — 17-річна прийомна донька Джона Перрі та Джейн Саган, двох колишніх солдатів, які стали колоністами. Вони були головними героями першої книги Скалці «Війна старого» (англ. Old Man's War). Її біологічний батько, Чарльз Бутін, створив пристрій, здатний наділяти свідомістю расу істот, названих Обінами, які були розумними, але позбавленими свідомості. Обіни обожнювали його, але його вбили за зраду людства, оскільки він хотів повалити Колоніальний Союз. Через зв'язок із Бутіном його донька Зої стала для Обінів напівбожеством. Вона постійно перебуває під охороною двох Обінів, Гікорі та Дікорі, які також передають усі свої враження решті Обінів.
Джону та Джейн доручають керувати колонією Роанок — першою людською колонією, заснованою колоністами з інших колоній, а не безпосередньо із Землі. Зої потоваришувала з Гретхен під час подорожі, і вони обидві заводять романтичні стосунки з Енцо та Магді відповідно. На Роаноку імпульсивний Магді наражає їхню компанію на небезпеку, коли вони стикаються з так званими «місцевими перевертнями». Гікорі та Дікорі навчають Зої захищатися від цих і інших загроз. Пізніше, після того, як колоніста вбивають перевертні, Магді та Енцо намагаються помститися йдучи до лісу. Зої разом із Гретхен та охоронцями рятують їх, але вмовляють перевертнів піти, покаравши Магді за його необдумані дії.
Коли флот Конклаву під командуванням генерала Гау знаходить колонію Роанок, він вимагає, щоб колонія приєдналася до Конклаву, інакше її буде знищено. Зої стає свідком цієї розмови (ключовий сюжетний момент у романі «Остання колонія») та подальшого знищення флоту Конклаву. Після цього контратака іншої фракції призводить до смерті Енцо та його сім'ї. Невдовзі генерал Рибіцький розповідає Джону та Джейн, а вони — Зої, що Колоніальний Союз приховував інформацію: генерал Гау не знищував населення колоній, окрім тих, що категорично відмовлялися приєднатися до Конклаву чи виконувати його укази. Джон відправляє Зої як вкрай важливий і дорогоцінний сигнал довіри до генерала Гау, повідомляючи йому інформацію від Рибіцького про можливу змову проти нього з боку близького союзника. Гау не здивований цією новиною, адже Конклав розколовся після провалу флоту на Роаноку, але він визнає ризик, на який пішов Джон, відправивши Зої. Гау та Зої інсценують політичну драму, щоб виявити зрадника в оточенні Гау, але їх рятує лише несподіване прибуття флоту Консу, що зірвало резервний план зрадників.
Консу зацікавили дії Зої, коли вона попросила Обінів організувати зустріч із Консу, адже їй мало бути відомо, що Обіни пожертвують сотнями своїх, аби задовольнити її вимогу, хоча вона й не знала, якою буде ціна її прохання. Консу запропонували дати їй технологію, яка зможе врятувати Роанок від атак Конклаву, неконклавних сил чи Колоніального Союзу, якщо вона погодиться організувати бій між сотнею Обінів і сотнею злочинців Консу. Зої відмовляється свідомо брати участь у такому змаганні. Вона також не приймає пропозицію отримати технологію без бою, якщо попросить сотню Обінів вчинити самогубство заради неї. Натомість Зої говорить Обінам, що більше не хоче нести тягар своєї «божественності» перед ними й що вони нічим їй не зобов'язані. Попри це, Обіни добровільно погоджуються на змагання і виграють. Технологія Консу — поле, що виснажує сили противника, — рятує Роанок від атаки однієї з фракцій Конклаву.
Зрештою, Джон, Джейн та Зої залишають Роанок, щоб уникнути конфлікту з Колоніальним Союзом, який планував використати колонію у своїх політичних цілях.